# Inversion (игра)
Inversion — компьютерная игра в жанре научно-фантастический шутер от третьего лица для платформ Windows, PlayStation 3 и Xbox 360, созданная Saber Interactive и изданная Namco Bandai Games.

## Игровой процесс
Весь игровой процесс построен на использовании устройства Gravlink вкупе с огнестрельным оружием. Gravlink — устройство, способное управлять гравитацией. С помощью него можно создавать невесомость, притягивать и отдалять предметы, а также создавать ударную гравитационную волну.
Сюжетную линию можно проходить как в одиночку, так и с напарником по LAN, либо онлайн. Также имеется мультиплеер со множеством режимов игры, поддерживающих от одного до шестнадцати человек.

## Сюжет
Главным героем становится полицейский по имени Дэвис Рассел. Вместе со своим напарником он едет отпраздновать день рождения дочери. Но вдруг появляются неизвестные захватчики, вооруженные гравитационным оружием. Они убивают жену главного героя. И теперь ему придется отомстить и найти свою дочь.

## Разработка
Игра Inversion была анонсирована 20 октября 2009 года, её выпуск был запланирован на 2010 год. Однако на выставке GamesCom 2010 появилась информация о переносе даты релиза на 2011 год.
Игра построена на последней версии игрового движка Saber3D собственной разработки Saber Interactive. В качестве физического движка используется Havok.
В начале февраля 2011 года компания Namco Bandai, издатель Inversion, огласила официальную дату выхода игры, которая была назначена на 7 февраля 2012 года. Позже релиз был в очередной раз перенесен и назначен на 5 июня 2012 года. Незадолго до выхода игры, 25 мая, релиз был в очередной раз перенесён с 5 июня на июль. Дата выхода ПК-версии 29 июня.

## Отзывы
| Сводный рейтинг       | Сводный рейтинг                |
| Агрегатор             | Оценка                         |
| --------------------- | ------------------------------ |
| GameRankings          | (PS3) 58,53 % (X360) 54,29 %   |
| Metacritic            | 58/100 (PS3) 52/100 (Xbox 360) |
| Иноязычные издания    |                                |
| Издание               | Оценка                         |
| GameSpot              | 4,0/10 (Xbox 360)              |
| IGN                   | 5,5/10 (ПК)                    |
| Русскоязычные издания |                                |
| Издание               | Оценка                         |
| PlayGround.ru         | 7,5/10                         |
| «Игромания»           | 7,0/10                         |